# Smileuma plagifracta
Smileuma plagifracta är en fjärilsart som beskrevs av Louis Beethoven Prout 1910. Smileuma plagifracta ingår i släktet Smileuma och familjen mätare. Inga underarter finns listade i Catalogue of Life.